# وزارة التنمية والاستثمار والتعاون الدولي (تونس)
وزارة التنمية والاستثمار والتعاون الدولي هي وزارة تونسية.

شكلت الوزارة في 2013 أثناء تشكيل حكومة علي العريض، و جاء هذا بعد دمج كل من وزارتي وزارة الاستثمار والتعاون الدولي ووزارة التخطيط والتعاون الدولي مع بعضهما حتى سنة 2020.

## المهام و المشمولات
تتولى وزارة التنمية و التعاون الدولي :
- إعداد و تنسيق إستراتيجيات وسياسات التنمية و تخطيط للموازين الاقتصادية بالتنسيق مع الوزارات و الهياكل المعنية.
- متابعة مشاريع التنمية و المشاركة في وضع الميزانية و تقييم أعمال البرامج المنجزة.
- النهوض بالمعلومات الإحصائية.
- إعداد سياسات واستراتيجيات التنمية الجهوية.
- جلب الإستثمارات الخارجية عبر تعزيز صورة تونس في المجالات التجارية العالمية.
- توظيف الكفائات التونسية بالخارج في إطار إتفاقيات التبادل الاقتصادي.

## التنظيم
تتكون وزارة التنمية و التعاون الدولي من:
- الوزير.
- كاتب الدولة المكلف بالتخطيط.
- الديوان.
- التفقدية الادارية والمالية.
- الإدارة العامة للمصالح المشتركة على الإدارات العامّة الخصوصية:
  - الإدارة العامة للتقديرات.
  - الإدارة العامة لقطاعات الإنتاج.
  - الإدارة العامة للموارد البشرية.
  - الإدارة العامة للبنية الأساسية.
  - الإدارة العامة للتقييم والمتابعة.
  - الإدارة العامة للتنمية الجهوية.
  - الإدارة العامة للمصالح المشتركة.
  - التفقديّة الإدارية والمالية.
  - مكتب العلاقات مع المواطن.
  - مكتب الضبط المركزي.
  - الإدارة العامة للتعاون الثنائي.
  - الإدارة العامة للتعاون المالي الإقليمي.
  - الإدارة العامة للتعاون المالي متعدّد الأطراف.
  - الإدارة العامة للتعاون المالي الاقتصادي والفني الإقليمي ومتعدّد الأطراف.
  - الإدارة العامة للإستثمار الخارجي.

## مؤسسات تحت الإشراف
- المعهد الوطني للإحصاء.
- المعهد التونسي للقدرة التنافسية والدراسات الكمية.
- المندوبية العامة للتنمية الجهوية.
- ديوان تنمية الجنوب.
- ديوان تنمية الوسط الغربي.
- ديوان تنمية الشمال الغربي.
- وكالة النهوض بالاستثمار الخارجي.
- الوكالة التونسية للتعاون الفني.

## قائمة الوزراء
| الوزير | الوزير               | الحزب | الحزب       | الحكومة             | تواريخ العهدة  | تواريخ العهدة  |
| --- | -------------------- | ----- | ----------- | ------------------- | -------------- | -------------- |
| بين 2011 و2013، كان يوجد وزارتين، وزارة الاستثمار والتعاون الدولي، ووزارة التنمية الجهوية والتخطيط، وتم دمجهما منذ 2013. |                      |       |             |                     |                |                |
| | لمين الدغري          |       | مستقل       | حكومة علي العريض    | 13 مارس 2013   | 29 يناير 2014  |
| | ياسين إبراهيم        |       | آفاق تونس   | حكومة الحبيب الصيد  | 6 فبراير 2015  | 27 أغسطس 2016  |
| | فاضل عبد الكافي      |       | مستقل       | حكومة يوسف الشاهد   | 27 أغسطس 2016  | 6 سبتمبر 2017  |
| | زياد العذاري         |       | حركة النهضة | حكومة يوسف الشاهد   | 6 سبتمبر 2017  | 8 نوفمبر 2019  |
| | رضا شلغوم (بالنيابة) |       | نداء تونس   | حكومة يوسف الشاهد   | 8 نوفمبر 2019  | 27 فبراير 2020 |
| | سليم العزابي         |       | تحيا تونس   | حكومة إلياس الفخفاخ | 27 فبراير 2020 | 2 سبتمبر 2020  |

### كتاب الدولة
- 13 مارس 2013 - 29 يناير 2014: نور الدين الكعبي
- 29 يناير 2014 - 6 فبراير 2015: نور الدين الزكري
- 6 فبراير 2015 - 12 يناير 2016: لمياء الزريبي وآمال عزوز

## روابط خارجية
- الموقع الرسمي لوزارة التنمية و التعاون الدولي